# Radio dub
『Radio dub』（レディオ・ダブ）は、FM沖縄で平日の夜に放送されている生放送の音楽・バラエティ番組。パーソナリティやリスナーからは「ラジダブ」と呼ばれている。

## 概要
沖縄の3大お笑い芸能事務所であるFECとオリジンとNSC沖縄（元・よしもと沖縄）に所属する芸人がパーソナリティを務める。FM沖縄スタジオ1から生放送されている音楽・バラエティ番組。現在は1時間番組になっているが、2時間番組時代、20時台のSide1は音楽番組としての側面が強かったのに対し、21時台のSide2はバラエティ番組の色が強かった。

Radio dubの"dub"は「double」&「dubbing」のダブルネーミングである。
番組中でかける音楽はJ-POP/K-POPが中心である。

公式サイトでメールマガジンの登録を受け付けており、登録すると放送開始前にらじだぶメルマガがリスナーのもとに送信される。このメルマガにはその日の投稿コーナーのお題や番組に登場するゲストなどが記されており、番組を聴く上では欠かせないものとなっている。
なお、らじだぶのリスナーのことを「ダブナー」と呼んでいる。
また、番組に送られてきたメッセージの中から、本日のダブワン（以前は優等生と呼ばれていた）1人が選ばれる。ダブワンに選ばれたリスナーには商品券がプレゼントされる。さらに、2011年11月放送分から毎週金曜日の放送で、1週間の放送でダブワンに選ばれた人の中から1人が抽選でベストオブダブワンに選ばれ、選ばれるとお食事券が獲得できる。ちなみに、2時間番組時代は赤点君も１人選ばれて、スタジオ見学（ギャラリー）に行った際に番組ステッカーを獲得できる権利が与えられた。
2017年4月3日に放送開始10周年を機に、第2部を廃止。
沖縄の3大芸能事務所所属が同じ番組にレギュラーで登場するが、3大事務所所属芸人が同時に揃うことはなく、FECとNSCかFECとオリジンの組み合わせで出演している。

## パーソナリティ

### 現在
山城と仲地はFEC所属、さーきーはオリジン所属、よすみはよしもと沖縄所属のお笑い芸人。よすみのみ2020年4月から、その他は全員2018年7月からそれぞれの曜日で担当している。
- 山城皆人（月～水）
- よすみ（ハンドクラップ）（月～水）
- 仲地勇一朗（木・金）
- さーきー（スズカーサーキット）（木・金）

### 過去
- NANAE(7!!)（月～木担当）（開始時〜2010/3/31）
- 西向幸三
- 知花悠介 （金担当）（開始時～不明）
- 伊藝梓
- ma-mi（月、火担当）（2010/4/5〜2011/12/30）
- メロディ（〜2014/3/31）
- あい（火・木担当）（2012/1/2〜2014/9/30）
- あんな
- まーちゃん(ウーマクーボーイズ) （月～木→毎日）（開始時〜2018/6/29）
- エリナ（水→毎日）（2012/2/1〜2018/6/29）
- 前田夏希（月～水、2018/7～2020/3）

## 放送時間の変遷

### 現在(2017年4月～)
- 20:00 - 20:55
  - ニコラジパークのネット開始によりside2の放送終了。side2にあたる時間（21:00 - ）は、かつて番組公式のインターネット放送「ラジダブネット」で『ラジダブ延長戦』としてストリーミング配信していたが、エフエム沖縄のポッドキャスト・ストリーミングサービス終了に伴い、2019年3月で配信を終了した。

### 2012年7月〜2017年3月
- Side1 20:00 - 20:55
- Side2 21:00 - 21:45（月-木），21:00 - 21:55（金）
  - 21:45～21:55にLove in Actionをネットするため、Side2の放送時間が金曜日を除き10分短縮された。また、Side1については7月よりTAG-TUNE DRIVING(現在はSUZUKI presents NAGASE The Standard)の放送時間が17:20～17:30に変更されたため、2012年4月以前の放送時間に戻った。

### 2012年4月〜6月
- Side1 20:00 - 20:50
- Side2 21:00 - 21:55

### 2007年4月〜2012年4月
- Side1 20:00 - 20:55
- Side2 21:00 - 21:55

## 出演者

### 現在
- ヤングオオハラ（月曜日）
- オモイトランス（火曜日）
- Kai-tone（木曜日）

### 過去（Artist Side含む）
- Fuzzy Quartet Row
- Hearts Grow
- しおり
- SOUTH
- FLiP
- オズ
- バーボンズ(現：JaaBourBonz)
- Glean Piece
- The Blue Sky Kick's
- ZUKAN
- シベリアンスカンク
- 7!!
- ひぇあふぉう

## タイムテーブル

### 過去のタイムテーブル
Side1
|             | 月-金                                                                                             | 月-金                                                                                             | 月-金                                                                                             | 月-金                                                                                             | 月-金                                                                                             |                                          |
| ----------- | ------------------------------------------------------------------------------------------------- | ------------------------------------------------------------------------------------------------- | ------------------------------------------------------------------------------------------------- | ------------------------------------------------------------------------------------------------- | ------------------------------------------------------------------------------------------------- | ---------------------------------------- |
| 20:00-20:02 | オープニング（パーソナリティによる漫才）                                                          | オープニング（パーソナリティによる漫才）                                                          | オープニング（パーソナリティによる漫才）                                                          | オープニング（パーソナリティによる漫才）                                                          | オープニング（パーソナリティによる漫才）                                                          | オープニング（パーソナリティによる漫才） |
| 20:10-20:12 | 「青春番長！しーじゃ先輩！」お題発表                                                              | 「青春番長！しーじゃ先輩！」お題発表                                                              | 「青春番長！しーじゃ先輩！」お題発表                                                              | 「青春番長！しーじゃ先輩！」お題発表                                                              | 「青春番長！しーじゃ先輩！」お題発表                                                              |                                          |
| 20:12-20:20 | ダブルレコメンド                                                                                  | ダブルレコメンド                                                                                  | ダブルレコメンド                                                                                  | ダブルレコメンド                                                                                  | ダブルレコメンド                                                                                  |                                          |
| 20:30-20:45 | （不定期）ゲストアーティスト出演                                                                  | （不定期）ゲストアーティスト出演                                                                  | （不定期）ゲストアーティスト出演                                                                  | （不定期）ゲストアーティスト出演                                                                  | （不定期）ゲストアーティスト出演                                                                  |                                          |
| 20:38-20:45 | （不定期）アーティストからのメッセージ メッセージの後に、そのアーティストの新曲がオンエアされる。 | （不定期）アーティストからのメッセージ メッセージの後に、そのアーティストの新曲がオンエアされる。 | （不定期）アーティストからのメッセージ メッセージの後に、そのアーティストの新曲がオンエアされる。 | （不定期）アーティストからのメッセージ メッセージの後に、そのアーティストの新曲がオンエアされる。 | （不定期）アーティストからのメッセージ メッセージの後に、そのアーティストの新曲がオンエアされる。 |                                          |
| 20:50-20:54 | ラジダブ今月のPUSH!ナンバー、Side1エンディング                                                    | ラジダブ今月のPUSH!ナンバー、Side1エンディング                                                    | ラジダブ今月のPUSH!ナンバー、Side1エンディング                                                    | ラジダブ今月のPUSH!ナンバー、Side1エンディング                                                    |                                                                                                   |                                          |
|             | その他、リスナーからのお便りやリクエストで構成される。                                            |                                                                                                   |                                                                                                   |                                                                                                   |                                                                                                   |                                          |

Side2
|             | 月                                                                             | 火                                                                             | 水                                                                             | 木                                                                             | 金                                                                             |
| ----------- | ------------------------------------------------------------------------------ | ------------------------------------------------------------------------------ | ------------------------------------------------------------------------------ | ------------------------------------------------------------------------------ | ------------------------------------------------------------------------------ |
| 21:05頃     | らじだぶ的沖縄あるある                                                         | らじだぶ的沖縄あるある                                                         | らじだぶ的沖縄あるある                                                         | らじだぶ的沖縄あるある                                                         | らじだぶ的沖縄あるある                                                         |
| 21:07-21:10 | 「青春番長！ しーじゃ先輩！」/ 日替わり投稿企画お題発表                        | 「青春番長！ しーじゃ先輩！」/ 日替わり投稿企画お題発表                        | 「青春番長！ しーじゃ先輩！」/ 日替わり投稿企画お題発表                        | 「青春番長！ しーじゃ先輩！」/ 日替わり投稿企画お題発表                        | 「青春番長！ しーじゃ先輩！」/ 日替わり投稿企画お題発表                        |
| 21:20-21:25 |                                                                                | シベリアンスカンクの しゃべ☆すか                                               | 7!!の バンドやっちゃうよーっ!!                                                 |                                                                                | 青春番長！ しーじゃ先輩！                                                      |
| 21:25-21:30 | Radio dub Countdown                                                            | シベリアンスカンクの しゃべ☆すか                                               | 7!!の バンドやっちゃうよーっ!!                                                 |                                                                                |                                                                                |
| 21:30-21:38 | Radio dub Countdown                                                            | 青春番長！しーじゃ先輩！                                                       | 青春番長！しーじゃ先輩！                                                       | 青春番長！しーじゃ先輩！                                                       | 青春番長！しーじゃ先輩！                                                       |
| 21:38-21:44 | Radio dub Countdown                                                            | リクエスト曲のOA                                                               | リクエスト曲のOA                                                               | リクエスト曲のOA                                                               | リクエスト曲のOA                                                               |
| 21:44-21:48 | 求めるもの                                                                     | 予言3D                                                                         | 名探偵コンナン                                                                 | 力強いウソ                                                                     | 沖縄セクシー情報センター                                                       |
| 21:49-21:50 | 今日の優等生＆赤点君発表 ※金曜日の放送ではベストオブ優等生も併せて発表される． | 今日の優等生＆赤点君発表 ※金曜日の放送ではベストオブ優等生も併せて発表される． | 今日の優等生＆赤点君発表 ※金曜日の放送ではベストオブ優等生も併せて発表される． | 今日の優等生＆赤点君発表 ※金曜日の放送ではベストオブ優等生も併せて発表される． | 今日の優等生＆赤点君発表 ※金曜日の放送ではベストオブ優等生も併せて発表される． |
| 21:51-21:54 | ダブダチの輪！、エンディング                                                   | ダブダチの輪！、エンディング                                                   | ダブダチの輪！、エンディング                                                   | ダブダチの輪！、エンディング                                                   | ダブダチの輪！、エンディング                                                   |
|             | その他、リスナーからのお便りやリクエストで構成される。                         |                                                                                |                                                                                |                                                                                |                                                                                |

## Radio dub PUSH!
2009年
- 2月 hitori#9「桜並木」
- 10月 さかいゆう「ストーリー」

2010年
- 4月 石川清貴「Time To Fly」
- 5月 sekishino「HOME」
- 8月 オズ「セツナ」
- 11月 TWIN CROSS「My Love Song」

2011年
- 1月 suzumoku「フォーカス」
- 2月 FLiP「カートニアゴ」
- 3月
- 4月 ZUKAN feat. まーちゃん・ma-mi・Melody・みきとに＆西向局長 with ラジオダブ リスナーズ「笑み（Radio-Dub Version）」
- 5月 Heavenstamp「Stand by you」
- 6月 オズ「ディスコレーション」
- 7月 きゃりーぱみゅぱみゅ「PONPONPON」
- 8月 Mikitney Love「レディオ・クイーン」
- 9月 きいやま商店「頑張れ!スミオおじぃ」
- 10月 7!!「バイバイ」
- 11月 99 Radio Service「YOUTHFUL」
- 12月 JaaBourBonz「誓うよ」

2012年
- 1月 Milky Bunny「I Wish」
- 2月 FLiP「ワンダーランド」
- 3月 シベリアンスカンク「卒業の唄」
- 4月 GOLD RUSH「タカラモノ」
- 5月 yEAN「11010」
- 6月 Hello Sleep Walkers「円盤飛来」
- 7月 The you「フラワー・ソーダ」
- 8月 7!!「スウィート・ドライヴ」
- 9月 NEWMAN feat. I-VAN「SUMMER TIME」
- 10月 D-51「めぐり逢い」
- 11月 山崎あおい「Just Friend」
- 12月 SUZU「うそつき」

2013年
- 1月 カラーボトル「地元賛歌」
- 2月 7!!「さよならメモリー」
- 3月 シベリアンスカンク「ひまわり」
- 4月 井上苑子「たったひとつ」
- 5月 オズ「Loveless Child」
- 6月 少年レジスタンス「ロデオマン」
- 7月 FLiP「タランチュラ」
- 8月 ニコテン「アルドレア」
- 9月 Suzu「別れみち」
- 12月 ポニーテールリボンズ 「おっぱいディスコ」

## 主なコーナー

### 現在（2012年7月現在）

#### Side1
- オープニングコント

オープニングジングルの後で最初に行われるコーナーで、その日あったニュースの中から一つ選んだものをまーちゃんが読み上げ、その時事ネタに関するトーク(コント)を、あい、エリナ、メロディと行うというものだが、しばし本題と関係ない方向に脱線する。このコーナーの模様はPodcastで配信されており、1週間分まとめて聴くことが可能である。
- ダブルレコメンド

その日のテーマに応じたBrand newな楽曲を2曲紹介する。
Side2
- らじだぶ的沖縄あるある（毎日）
- 青春番長！しーじゃ先輩！（毎日）

魁！らじだ部と激アツ！スクールNo.1を統合させる形で2011年9月より開始。青春番長しーじゃ先輩が出す「青春なお題」に対して、中学2年2学期のようなテンションで甘酸っぱくもおバカに答えていくというコーナーである。
- シベリアンスカンクのしゃべ☆すか（火曜日）
- 7!!のバンドやっちゃうよーっ!! （水曜日）

7!!のレギュラーコーナー。内包コーナーとして「ウップスメモリアル」がある。
- Radio dub Countdown（金曜日）

邦楽シングルのランキングトップ10を発表する。
- ダブダチの輪！（毎日）

##### 日替わり投稿企画
- 求めるもの（月曜日）
- 予言3D（火曜日）
- 名探偵コンナン（水曜日）
- 力強いウソ（木曜日）
- 沖縄セクシー情報センター（金曜日）

「セクシーな情報」を投稿するコーナー。まーちゃんが「朝から出す彦」（赤坂泰彦に由来？）に扮し、寄せられた情報を読み上げる。

### 過去のコーナー
- Artist Side
- 良い子悪い子沖縄の子
- よぉーばぁーリーグ
- 裏ハッピーアイランド
- 琉美 presents SOUND BACK UP!
- スクールダイブ!!
- ROAD TO HAISAI 2011
- イイところベスト３
- らじだぶ家庭訪問
- 沖縄らぶなーコレクション summer（水曜日）

洋服ではなく身近にあるアイテムの着こなし術を募集する。但し毎回お題として出されるアイテムがアイテムなので基本的にはネタコーナー。
- まいっちんぐまみこせんせい！（火曜日）

毎回出されるお題に対して"チョイエロ"な回答を募集する。

内容が読まれたときは両手を叩くSEが挿入される。
但し放送時間帯の関係上、深夜番組でしか話せないような内容だった場合はまーちゃんによって「○○さん（○○＝らじだぶネーム）、アウトです！」と宣告され、「いやぁん、まみっちんぐぅー！」のSEが挿入される。
- 安谷屋メロ子のスクリーンへの招待（木曜日）

メルマガで送信される映画の題名（有名な映画をもじったもの）だけを頼りにラブナーがあたかもその映画を本当に見たかのように感想を投稿するコーナー。
- 魁！らじだ部（らじだぶ家庭訪問、らじだぶ交換留学含む）（毎日）

しーじゃー先輩なる人物からの何かと無茶な質問への答えを考えて投稿するコーナー。2011年5月1日からてーてーむに男という教員が登場。2011年7月1日放送分から交換留学生なる人物としてニリー・ガガが登場した。2011年9月より後述の激アツ！スクールNo.1と統合される形で終了した。
- 激アツ！スクールNo.1（月曜日～木曜日）

学校の様々なNo.1を決めるコーナー。らじだぶ公式サイトによれば2009年から続いている長寿コーナーであったが、2011年9月より前述の魁！らじだ部と統合される形で終了した。
- マメロのオキテ（水曜日）

タイトルの由来は某ドラマより。ラジダブ的視点のおバカな掟を募集する。
- ZUKANの仕事の時間ですよ！ （木曜日）
- ZUKANの時間ですよ！～little happiness～（木曜日）
- ウチナー愚痴カルタ（火曜日）
- ちょいだぶ（金曜日⇒木曜日）

毎回出されるあるキーワードにちょい足しして新しい言葉を生み出すというコーナー。
- ダブグルメ（水曜日）

あるテーマに沿ってオリジナルアイデア料理を考えてもらうというコーナー。
- ザンゲBOX（月曜日）

迷えるひーじゃー(ダブナー)たちのザンゲに対し何らかの洗礼を与えるコーナー。「祈りなさい、ウートートー」と言われたときは「唐船ドーイ」が、「あんたはね、メーゴーサー！」と言われたときは「鉄拳制裁 / 地獄車」が流れる。
- ファイダブファンタジー（水曜日）

あるものの“仕組み”をファンタジーに答えてもらうというコーナーである。
- 琉球ヒーロー チラマガー（金曜日）

"らじだぶ初のヒーロー番組"という位置付けで2011年10月〜12月に掛けて放送された。本コーナー終了後もスピンオフ企画が放送された他、年明けて2012年1月2日/3日に総集編が放送された。
- 有名人裏語録（月曜日）

有名人が絶対に言わない一言を考えて投稿するコーナー。コーナーで使用されるBGMはその有名人と関係するものが使われていた。
- ワッターアワード2011（金曜日）
- （かっこ）～（火曜日）

お題としてあるフレーズが与えられるが、そのフレーズの後にカッコがあり、そのカッコに当てはまる内容を考えるというコーナー。
- ファイダブファンタジー2（水曜日）

「ファイダブファンタジー」の後継企画で、空想を広げてファンタジーに答えてもらうというコーナーである。
- ミッション・イン・ポッテカス（月曜日）

ミッション・インポッシブル風なおバカなミッションを考えて投稿するコーナー。
- 行け！ダブ中吹奏楽部（火曜日）

テーマに応じたなんでもないことを投稿し、吹奏楽部の力を借りて華やかにするというコーナー。
- ファイダブファンタジー3（水曜日）

「ファイダブファンタジー2」の後継企画。らじだぶ初の"バーチャルペット"企画である。辰年ということで竜を飼うという想定で毎回テーマが発表され、そのテーマから想像を働かせるというコーナーである。
- バトル資格スピリッツ（木曜日）

ダブナーが持っている"資格"を投稿しあい、「らじだぶ的No.1」を決めようというコーナー。基本的にネタ中心だが、たまに本当に持っている資格を投稿するダブナーもいる。
- メロ定食（金曜日）

2012年はトークとバラエティの幅を広げていきたいというメロディの"お約束の台詞・やり取り"を考えて投稿するコーナー。なおコーナー名は明石家さんまが村上ショージや松尾伴内などと行うお約束のやり取りのことを「明石家定食」と呼ぶことに由来する。
- ROAD TO HAISAI 2012（木曜日）
- ときめきメモリダブ（火・水・木曜日）
- マジレディオ しゃべればいーさー（毎日）

あいとメロディが制限時間内(2〜3分)に自分が語りたいことを語っていくコーナー。
- やさしくなりたい（月曜日）
- アライヤーゲーム（火曜日）
- レディース＆ジェントルメン（木曜日）
- ひんすースクワット(水曜日)
- セクシーかるた(月曜日)